# Laophontodes georgei
Laophontodes georgei is een eenoogkreeftjessoort uit de familie van de Ancorabolidae. De wetenschappelijke naam van de soort werd voor het eerst geldig gepubliceerd in 2019 door Lee en Huys.